# 財前恵一
財前 恵一（ざいぜん けいいち、1968年6月17日 - ）は、日本の元サッカー選手、サッカー指導者。現役時のポジションはMF。

## 人物
北海道室蘭市出身。実弟はベガルタ仙台で活躍した元サッカー選手で、現財前フットボールスクールの財前宣之。
室蘭大谷高時代には第66回全国高等学校サッカー選手権大会（1987年）でベスト4進出。同期には野田知がいる。卒業後は日産自動車（現・横浜F・マリノス）に当時高卒としては異例のプロ契約で入団するが度重なる怪我に悩まされ、将来を嘱望されながらプロとして大成する事は無かった。
1996年に現役を引退した後は指導者として主にコンサドーレ札幌やアビスパ福岡の下部組織に所属し、2009年9月にS級指導者ライセンスを取得。
2012年12月13日、コンサドーレ札幌の監督就任が発表された。2013年は最終節までJ1昇格プレーオフ進出の可能性を残しつつ8位になったものの翌年は成績が低迷し、2014年8月28日にコンサドーレ札幌の監督解任が発表された。
2015年にロアッソ熊本のユース監督に就任、ロアッソユースを九州プリンスリーグに再昇格させた。2016年よりロアッソ熊本トップチームのヘッドコーチに就任した。
2017年6月、監督の清川浩行とともに退任。同年7月、北海道コンサドーレ札幌アカデミーヘッドオブコーチに就任。同年8月、札幌国際大学サッカー部監督に就任。

## 所属クラブ
- 室蘭大谷高等学校
- 1987年 - 1993年 日産自動車/横浜マリノス
- 1994年 柏レイソル
- 1995年 横浜マリノス
- 1996年 コンサドーレ札幌

## 指導歴
- 1997年 - 1998年 コンサドーレ札幌ユース・U-15コーチ
- 1999年 - 2000年 コンサドーレ札幌ユース・U-18コーチ
- 2001年 - 2003年 コンサドーレ札幌ユース・U-18監督
- 2004年 - 2006年 コンサドーレ札幌・アシスタントコーチ
- 2007年 - 2009年 コンサドーレ札幌ユース・U-18コーチ
- 2010年 - 2011年 アビスパ福岡アカデミー（U-13）監督
- 2011年 - 2012年 アビスパ福岡アカデミー（U-18）監督
- 2013年 - 2014年 コンサドーレ札幌 監督
- 2015年 ロアッソ熊本ユース監督
- 2016年 - 2017年6月 ロアッソ熊本トップチームコーチヘッドコーチ
- 2017年 - 現在 北海道コンサドーレ札幌アカデミーヘッドオブコーチ
- 2017年 - 現在 札幌国際大学サッカー部監督

## 個人成績
| 国内大会個人成績 | 国内大会個人成績 | 国内大会個人成績 | 国内大会個人成績 | 国内大会個人成績 | 国内大会個人成績          | 国内大会個人成績  | 国内大会個人成績  | 国内大会個人成績 | 国内大会個人成績 | 国内大会個人成績 | 国内大会個人成績 |
| 年度             | クラブ           | 背番号           | リーグ           | リーグ戦         | リーグ戦                  | リーグ杯          | リーグ杯          | オープン杯       | オープン杯       | 期間通算         | 期間通算         |
| 年度             | クラブ           | 背番号           | リーグ           | 出場             | 得点                      | 出場              | 得点              | 出場             | 得点             | 出場             | 得点             |
| 日本             | 日本             | 日本             | 日本             | リーグ戦         | リーグ戦                  | JSL杯/ナビスコ杯  | JSL杯/ナビスコ杯  | 天皇杯           | 天皇杯           | 期間通算         | 期間通算         |
| ---------------- | ---------------- | ---------------- | ---------------- | ---------------- | ------------------------- | ----------------- | ----------------- | ---------------- | ---------------- | ---------------- | ---------------- |
| 1987-88          | 日産             | 18               | JSL1部           | 1                | 0                         | 0                 | 0                 |                  |                  |                  |                  |
| 1988-89          | 日産             | 18               | JSL1部           | 0                | 0                         | 0                 | 0                 |                  |                  |                  |                  |
| 1989-90          | 日産             | 18               | JSL1部           | 3                | 0                         | 0                 | 0                 |                  |                  |                  |                  |
| 1990-91          | 日産             | 18               | JSL1部           | 4                | 0                         | 0                 | 0                 |                  |                  |                  |                  |
| 1991-92          | 日産             | 14               | JSL1部           | 3                | 0                         | 3                 | 0                 |                  |                  |                  |                  |
| 1992             | 横浜M            | -                | J                | -                | -                         | 0                 | 0                 |                  |                  |                  |                  |
| 1993             | 横浜M            | -                | J                | 1                | 0                         | 0                 | 0                 | 0                | 0                | 1                | 0                |
| 1994             | 柏               | 19               | 旧JFL            | 3                | 0                         | -                 | -                 | 0                | 0                | 3                | 0                |
| 1995             | 横浜M            | -                | J                | 0                | 0                         | -                 | -                 | 0                | 0                | 0                | 0                |
| 1996             | 札幌             | 12               | 旧JFL            | 4                | 0                         | -                 | -                 | 0                | 0                | 4                | 0                |
| 通算             | 日本             | 日本             | J                | 1                | 0                         | 0                 | 0\|\|\|\|\|\|\|\| |                  |                  |                  |                  |
| 通算             | 日本             | 日本             | JSL1部           | 11               | 0\|\|\|\|\|\|\|\|\|\|\|\| |                   |                   |                  |                  |                  |                  |
| 通算             | 日本             | 日本             | 旧JFL            | 7                | 0                         | -\|\|\|\|\|\|\|\| | -\|\|\|\|\|\|\|\| |                  |                  |                  |                  |
| 総通算           | 総通算           | 総通算           | 総通算           | 19               | 0\|\|\|\|\|\|\|\|\|\|\|\| |                   |                   |                  |                  |                  |                  |

その他の公式戦
- 1991年
  - コニカカップ 5試合0得点

## 監督成績
| 年度 | チーム | 所属 | 大会名 | 試合数 | 勝利 | 引分 | 敗戦 | 勝点 | 順位 | ナビスコ杯 | 天皇杯   |
| ---- | ------ | ---- | ------ | ------ | ---- | ---- | ---- | ---- | ---- | ---------- | -------- |
| 2013 | 札幌   | J2   | -      | 42     | 20   | 4    | 18   | 64   | 8位  | -          | ベスト16 |
| 2014 | 札幌   | J2   | -      | 28     | 9    | 8    | 11   | 35   | 13位 | -          | -        |

- 2014年は第28節終了後に途中解任（数値は解任時の数値）。